# Zainhammer (Reuth bei Erbendorf)
Zainhammer ist ein Ortsteil der Gemeinde Reuth bei Erbendorf im Bezirk Oberpfalz im Landkreis Tirschenreuth von Bayern.

## Geographische Lage
Die Einöde Zainhammer liegt ungefähr 2300 m nordnordwestlich von Reuth bei Erbendorf am Heinbach.

## Geschichte
In Zainhammer wird ohne weitere Angaben ein Eisenhammer genannt.
Zainhammer gehörte zur mittelbaren Landgemeinde Röthenbach. Diese wurde 1931 in den Landkreis Neustadt an der Waldnaab umgegliedert. 1972 wurde Röthenbach mit Zainhammer nach Reuth bei Erbendorf umgemeindet und kam so in den Landkreis Tirschenreuth.